# Liste der Europameister im Bogenbiathlon
Die Liste der Europameister im Bogenbiathlon verzeichnet alle Medaillengewinner bei Europameisterschaften im Bogenbiathlon. Die Wettkämpfe wurden von der Fédération Internationale de Tir à l’Arc (FITA) organisiert. Nach dem Wechsel des Bogenbiathlons zur IBU wurde der Wettbewerb nicht fortgesetzt und auch nach dem Rückwechsel 2005 nicht wieder aufgenommen.
Die Verfolgungsrennen basierten 2000 auf dem Einzel, 2001 auf dem Sprintrennen.

## Männer

### Einzel
| Europameisterschaft | Europameisterschaft | Gold               | Silber            | Bronze       |
| ------------------- | ------------------- | ------------------ | ----------------- | ------------ |
| 2000                | Pokljuka            | Fabrizio Salvadori | Sebastien Gardoni | Andrej Zupan |

### Sprint
| Europameisterschaft | Europameisterschaft | Gold             | Silber             | Bronze         |
| ------------------- | ------------------- | ---------------- | ------------------ | -------------- |
| 2001                | Pokljuka            | Alberto Peracino | Andrei Markow      | Peter Pernusch |
| 2008                | Moskau              | Andrei Michailow | Wladimir Jewtjukow | Pawel Borodin  |

### Verfolgung
| Europameisterschaft | Europameisterschaft | Gold             | Silber            | Bronze           |
| ------------------- | ------------------- | ---------------- | ----------------- | ---------------- |
| 2000                | Pokljuka            | Andrej Zupan     | Sebastien Gardoni | Alberto Peracino |
| 2001                | Pokljuka            | Andrej Zupan     | Maxim Menschikow  | Alberto Peracino |
| 2008                | Moskau              | Andrei Jewsjukow | Andrei Michailow  | Pawel Borodin    |

### Massenstart
| Europameisterschaft | Europameisterschaft | Gold          | Silber        | Bronze             |
| ------------------- | ------------------- | ------------- | ------------- | ------------------ |
| 2008                | Moskau              | Kirill Malzew | Pawel Borodin | Wladimir Jewtjukow |

### Staffel
| Europameisterschaft | Europameisterschaft | Gold                                                                         | Silber                                                                  | Bronze                                                                      |
| ------------------- | ------------------- | ---------------------------------------------------------------------------- | ----------------------------------------------------------------------- | --------------------------------------------------------------------------- |
| 2001                | Pokljuka            | FrankreichJulien Storti Emmanuel Jeannerod Patrice Chapuis Sebastien Gardoni | RusslandJuri Ustinow Wladimir Fomitschow Maxim Menschikow Andrei Markow | ItalienDaniele Conte Alessandro Morassi Danilo Antonipieri Alberto Peracino |

## Frauen

### Einzel
| Europameisterschaft | Europameisterschaft | Gold         | Silber            | Bronze             |
| ------------------- | ------------------- | ------------ | ----------------- | ------------------ |
| 2000                | Pokljuka            | Nadia Peyrot | Stefania D’Andrea | Tatjana Rowinskaja |

### Sprint
| Europameisterschaft | Europameisterschaft | Gold              | Silber            | Bronze                 |
| ------------------- | ------------------- | ----------------- | ----------------- | ---------------------- |
| 2001                | Pokljuka            | Marija Filippowa  | Olga Koslowa      | Nadia Peyrot           |
| 2008                | Moskau              | Natalija Jemelina | Walentina Linkowa | Jelena Scharafutdinowa |

### Verfolgung
| Europameisterschaft | Europameisterschaft | Gold              | Silber            | Bronze                 |
| ------------------- | ------------------- | ----------------- | ----------------- | ---------------------- |
| 2000                | Pokljuka            | Nadia Peyrot      | Stefania D’Andrea | Edmea Ollier           |
| 2001                | Pokljuka            | Olga Koslowa      | Marija Filippowa  | Jekaterina Lugowkina   |
| 2008                | Moskau              | Natalija Jemelina | Walentina Linkowa | Jelena Scharafutdinowa |

### Massenstart
| Europameisterschaft | Europameisterschaft | Gold              | Silber                 | Bronze              |
| ------------------- | ------------------- | ----------------- | ---------------------- | ------------------- |
| 2008                | Moskau              | Natalija Jemelina | Jelena Scharafutdinowa | Jekaterina Jaschina |

### Staffel
| Europameisterschaft | Europameisterschaft | Gold                                                       | Silber                                                    | Bronze                                              |
| ------------------- | ------------------- | ---------------------------------------------------------- | --------------------------------------------------------- | --------------------------------------------------- |
| 2000                | Pokljuka            | ItalienEdmea Ollier Stefania D’Andrea Nadia Peyrot         |                                                           |                                                     |
| 2001                | Pokljuka            | RusslandOlga Koslowa Jekaterina Lugowkina Marija Filippowa | ItalienNadia Peyrot Stefania D’Andrea Licia Piller Hoffer | FrankreichOlga Francon Julie Beghein Carole Leclerc |